# The Birds of Satan
The Birds of Satan est un groupe américain de rock, originaire de Los Angeles, en Californie. Il est formé en 2014 par Taylor Hawkins, batteur des Foo Fighters.

## Historique
Le groupe est formé en 2014 par Taylor Hawkins, batteur des Foo Fighters. C'est une évolution du cover band Chevy Metal, spécialisé dans les reprises de groupes tels que Black Sabbath, Queen et Van Halen, que Hawkins avait formé avec le chanteur et bassiste Wiley Hodgden et le guitariste Mick Murphy. Le premier album, homonyme, du groupe, est sorti dans les bacs le 15 avril 2014. Dave Grohl, Pat Smear et Rami Jaffee ont participé à son enregistrement. L'album a obtenu une bonne critique du magazine Rolling Stone.